# (42487) Ångström
Pour les articles homonymes, voir Ångström (homonymie).
(42487) Ångström est un astéroïde de la ceinture principale. Il porte le nom de l’astronome et physicien suédois Anders Jonas Ångström (1814-1874).

## Découverte et description
Il a été découvert le 9 septembre 1991 par les astronomes allemands Freimut Börngen et Lutz D. Schmadel, dans la ceinture principale du système solaire.
Sa désignation provisoire était 1991 RY2.

## Compléments